# مسجد الحريري
مسجد الحريري مسجد أثري يعود تاريخه إلى العصر الأيوبي في فلسطين. يقع داخل أسوار البلدة القديمة لمدينة القدس، في حارة الأرمن. تم ترميمه في العصر المملوكي على يد شمس الدين محمد بن إبراهيم الحريري ، المتوفى في  1482 .  كان هذا المسجد مسجداً عامراً تقام فيه الصلوات الخمس ، ولكنه أصيب بالخراب في الفترات المتأخرة. ويتكون هذا المسجد من بيت للصلاة، مستطيل الشكل. ولم يبق من بنائه الأصلي سوى جدران متهدمة، وبعض العناصر الزخرفية المعمارية المتآكلة.

## وصلات خارجية
- جولة في حواري القدس - مسجد الحريري في حي الأرمن | الرسالة